# Saint-Alban-du-Rhône
Saint-Alban-du-Rhône – miejscowość i gmina we Francji, w regionie Owernia-Rodan-Alpy, w departamencie Isère. Nazwa miejscowości pochodzi od imienia św. Albana.
Według danych na rok 1990 gminę zamieszkiwały 672 osoby, a gęstość zaludnienia wynosiła 189 osób/km² (wśród 2880 gmin regionu Rodan-Alpy Saint-Alban-du-Rhône plasuje się na 1003. miejscu pod względem liczby ludności, natomiast pod względem powierzchni na miejscu 1615.).